# Leland Cunningham
| Odkryte planetoidy: 4 | Odkryte planetoidy: 4 |
| --------------------- | --------------------- |
| (2211) Hanuman        | 26 listopada 1951     |
| (6939) Lestone        | 22 września 1952      |
| (46512) 1951 QD       | 31 sierpnia 1951      |
| (99948) 1952 SU1      | 23 września 1952      |

Leland Erskin Cunningham (ur. 10 lutego 1904 w Wiscasset, zm. 31 maja 1989 w Richmond) – amerykański astronom.

## Życiorys
Ukończył studia na Uniwersytecie Harvarda. W latach 30. i na początku 40. pracował z Fredem Whipple’em w Harvard College Observatory. W latach 1942–1946 pracował w Ballistic Research Laboratories w ośrodku Aberdeen Proving Ground, gdzie zajmował się obliczaniem trajektorii balistycznych oraz wykorzystaniem do tego celu pierwszych komputerów. W 1946 uzyskał stopień doktora (Ph.D.) na Uniwersytecie Harvarda. W tym samym roku zatrudnił się na Wydziale Astronomii Uniwersytetu Kalifornijskiego w Berkeley i pracował tam (oraz w należącym do uniwersytetu obserwatorium – Leuschner Observatory) aż do przejścia na emeryturę w 1972 roku. Specjalizował się w teorii orbit oraz obliczaniu orbit komet, planetoid, satelitów (naturalnych i sztucznych). Był także ekspertem od wykorzystania komputerów do rozwiązywania problemów numerycznych.
W 1940 roku odkrył kometę C/1940 R2 (Cunningham). W latach 1951–1952 odkrył 4 planetoidy. W uznaniu jego pracy jedną z planetoid nazwano (1754) Cunningham.
Był członkiem American Astronomical Society, Astronomical Society of the Pacific, American Mathematical Society, Royal Astronomical Society, British Astronomical Association.